# A szekta
A szekta (eredeti cím: Cult) 2013-as amerikai televíziós sorozat. A műsor alkotója Rockne S. O’Bannon, a történet pedig egy rejtélyes tévéműsor utáni nyomozásról szól. A főbb szereplők közt megtalálható Matt Davis, Jessica Lucas, Alona Tal és Robert Knepper.
A sorozatot az Amerikai Egyesült Államokban a The CW adta 2013. február 19. és július 12. között. Magyarországon a Viasat 3 mutatta be 2013. július 11-én, később Viasat 6 is műsorra tűzte 2014. január 6-án.

## Cselekmény
A sorozat központjában Jeff Sefton webes újságíró áll, akinek testvére rejtélyes módon eltűnik. Jeff egy televíziós műsor, a "Cult" után kezd nyomozni, amelynek testvére is nem csupán a rajongója, hanem a megszállottja volt. Csatlakozik hozzá egy produkciós asszisztens, Skye is, ketten együtt pedig felfedezik, hogy bizonyos emberek a valóságban is elkezdik elkövetni azokat a bűneseteket, amiket a sorozatban lehetett látni.

## Szereplők
| Szereplő      | Színész            | Magyar hang       |
| ------------- | ------------------ | ----------------- |
| Jeff Sefton   | Matt Davis         | Hujber Ferenc     |
| Billy Grimm   | Robert Knepper     | László Zsolt      |
| Skye Yarrow   | Jessica Lucas      | Szabó Luca        |
| Kelly Collins | Alona Tal          | Nemes Takách Kata |
| Nate Sefton   | James Pizzinato    | Molnár Levente    |
| Kirstie       | Marie Avgeropoulos | Tamási Nikolett   |

## Epizódok
| Sor. | Év. | Cím                                                  | Rendező         | Író                                                           | Premier                             | Nézettség   | Gyártási szám |
| ---- | --- | ---------------------------------------------------- | --------------- | ------------------------------------------------------------- | ----------------------------------- | ----------- | ------------- |
| 1.   | 1.  | Te jössz! (You're Next)                              | Jason Ensler    | Rockne S. O'Bannon                                            | 2013. február 19. 2014. január 6.   | 0,86 millió | 276055        |
| 2.   | 2.  | Vérkötelék (In the Blood)                            | Sam Hill        | Rockne S. O'Bannon                                            | 2013. február 26. 2014. január 13.  | 0,82 millió | 3X7702        |
| 3.   | 3.  | Igazhívő (Being Billy)                               | James L. Conway | Megan Martin                                                  | 2013. március 8. 2014. január 20.   | 0,68 millió | 3X7703        |
| 4.   | 4.  | Ölj értünk (Get with the Program)                    | Rob Hardy       | Craig Gore & Tim Walsh                                        | 2013. március 15. 2014. január 27.  | 0,72 millió | 3X7704        |
| 5.   | 5.  | A csók (The Kiss)                                    | Tim Hunter      | Történet: David Kemper Tévéjáték: Lindsay Jewett Sturman      | 2013. március 22. 2014. február 3.  | 0,73 millió | 3X7705        |
| 6.   | 6.  | Utóhatás (The Good Fight)                            | Martha Coolidge | Megan Lynn & Wade Solomon                                     | 2013. március 29. 2014. február 10. | 0,54 millió | 3X7706        |
| 7.   | 7.  | Szenvedés (Suffer the Children)                      | Nathan Hope     | Megan Martin                                                  | 2013. április 5. 2014. február 17.  | 0,62 millió | 3X7707        |
| 8.   | 8.  | Az ördög tudja (The Devil You Know)                  | Marita Grabiak  | Hans Tobeason                                                 | 2013. június 28. 2014. február 24.  | 0,51 millió | 3X7708        |
| 9.   | 9.  | Éjféltől hajnalig (Off to See the Wizard)            | Thomas Wright   | Történet: Craig Gore, Tim Walsh Tévéjáték: Rockne S. O'Bannon | 2013. június 28. 2014. március 3.   | 0,44 millió | 3X7709        |
| 10.  | 10. | A Szent Klára próféciája (The Prophecy of St. Clare) | Matt Barber     | Lindsay Jewett Sturman                                        | 2013. július 5. 2014. március 10.   | 0,62 millió | 3X7710        |
| 11.  | 11. | Kezdődjék a harc (Flip the Script)                   | Leslie Libman   | Rockne S. O'Bannon, Hans Tobeason                             | 2013. július 5. 2014. március 17.   | 0,43 millió | 3X7711        |
| 12.  | 12. | 25 éve (1987)                                        | Allan Kroeker   | Hans Tobeason                                                 | 2013. július 12. 2014. március 24.  | 0,54 millió | 3X7712        |
| 13.  | 13. | Ne nézd meg! (Executive Producer Steven Rae)         | Nathan Hope     | Rockne S. O'Bannon                                            | 2013. július 12. 2014. március 31.  | 0,40 millió | 3X7713        |